# Thébaud (évêque de Rennes)
Pour les articles homonymes, voir Thébaud.
Thébaud, dit aussi Deothbaldus, est un évêque catholique breton ayant vécu entre la fin du Xe siècle et le début du XIe siècle.
Évêque de Rennes vers 990, il est le fondateur de la « dynastie des évêques de Rennes », un exemple de la profonde décadence du clergé séculier breton aux Xe et XIe siècles[non neutre][pas clair].

## Biographie
On connait mal sa vie à cause de l’absence d'actes. Selon le Titre de Saint-Pierre de Rennes relevé par Augustin du Paz, Thébaud est le fils d'un prêtre breton nommé Loscoran et d'une jeune noble qui, après avoir été séduite par lui, s'étaient enfuis en Bourgogne.
Thébaud reçoit l’évêché de Rennes grâce aux parents de sa mère. Il est mentionné avec les autres évêques bretons dans l'acte de donation de Conan Ier de Bretagne de 990 en faveur du Mont-Saint-Michel[réf. nécessaire].
Il épouse une certaine Oirelan, fille d'Alvée, archidiacre de Nantes. De cette union naît un fils, Gauthier. Après la mort d'Oirelan, Thébaud épouse une autre femme, Junargonde, qui lui donne trois autres enfants : Mainguené, futur seigneur de La Guerche-de-Bretagne ; Triscanus, futur évêque de Rennes et abbé de Saint-Melaine ; ainsi qu'une probable fille, également nommée Junargonde, épouse de Riwallon le Vicaire, seigneur de Marcillé et plus vieil ancêtre connu de la famille de Vitré.
L'évêque donne en douaire à son épouse la terre de Roentinniac et le moulin du Bourg. Il se retire ensuite comme abbé à Saint-Melaine et nomme de son vivant comme évêque de Rennes son fils aîné Gauthier.

### Textes
- Dom Morice, Histoire de Bretagne
- Collectif et Jean Delumeau (dir.), Documents de l'Histoire de Bretagne, Toulouse, Privat, 1971

### Études
- Cyprien Henry, « Les évêques de Rennes à travers leurs actes (XIe première moitié du XIIe siècle) », Bulletin et mémoires de la Société d’Archéologie et d’Histoire d’Ille-et-Vilaine, vol. Tome CXVII,‎ 2013, p. 37-59 et tableau généalogique p. 45